# Мадсен-Мюгдаль, Томас
Томас Мадсен-Мюгдаль (дат. Thomas Madsen-Mygdal; 24 декабря 1876 — 23 февраля 1943) — датский политик, глава правительства страны с декабря 1926 по апрель 1929.
Был фермером-самоучкой. Позже стал министром сельского хозяйства в правительстве Неергарда, а также в том кабинете, который возглавлял сам.
Его правительство имело поддержку в парламенте со стороны Консервативной народной партии, впрочем он её потерял в 1929 году, когда партия выразила свое недовольство распределением ресурсов на оборону Дании. После распада коалиции состоялись новые выборы, в результате которых к власти пришли социал-демократы и Радикальная Венстре.
Во времена его управления был основан Орхусский университет.